# Majadahonda
Majadahonda (spanskt uttal: [maxaðaˈonda]) är en stad och kommun i den autonoma regionen Madrid i centrala Spanien. Staden ligger cirka 15,5 kilometer nordväst om centrala Madrid. Kommunen har 73 355 invånare (2024), på en yta av 38,47 km². Invånarantalet har under många år ökat stadigt tack vare närheten till Madrid.
Staden ligger längs motorvägen A-6, som går mellan Madrid och A Coruña. Fotbollsklubben CF Rayo Majadahonda spelar i tredjedivisionen Primera Federación.